# Scheinhardtsmühle
Scheinhardtsmühle ist eine ehemalige Mühle sowie ein aufgegangener Wohnplatz auf der Gemarkung des Weikersheimer Stadtteils Schäftersheim im Main-Tauber-Kreis im fränkisch geprägten Nordosten Baden-Württembergs.

## Geographie
Scheinhardtsmühle liegt etwa 1,5 Kilometer nordnordwestlich von Schäftersheim und etwa 1,5 Kilometer südlich von Nassau. Der Nassauer Bach führt direkt am aufgegangenen Wohnplatz vorbei.

## Geschichte
Das Gehöft kam als Teil der ehemals selbständigen Gemeinde Schäftersheim am 1. Januar 1972 zur Stadt Weikersheim.
Im Juli 1992 brannte das Gehöft Scheinhardtsmühle ab. Der Wohnplatz gilt als aufgegangener Ort.

## Kulturdenkmale
Kulturdenkmale in der Nähe des Wohnplatzes sind in der Liste der Kulturdenkmale in Weikersheim verzeichnet.

## Verkehr
Der Ort liegt an der L 1001 zwischen den Weikersheimer Stadtteilen Schäftersheim und Nassau.